# Final Lap 2
Final Lap 2 (ファイナルラップ2 Fainaru Rappu Tsu?) es un videojuego de carreras producido por Namco, Y fue lanzado para los Arcades en agosto de 1990. Es el segundo juego que corre a cargo de la compañía System 2 hardware, y es una secuela de Final Lap.
- Datos: Q5449412